# De Havilland DH.27 Derby
Die de Havilland DH.27 Derby war ein einmotoriger Doppeldecker des britischen Flugzeugherstellers de Havilland Aircraft Company. Es wurden lediglich zwei Prototypen hergestellt.

## Entwicklung
Aufgrund einer Spezifikation des britischen Luftfahrtministeriums für einen schweren Bomber wurde bei de Havilland die DH.27 entworfen.
Bei dem Flugzeug handelte es sich um einen zweistieligen Doppeldecker mit stoffbespannten Holztragflächen. Der Rumpf war so ausgeführt, dass dort bis zu vier Bomben als Außenlast angebracht werden konnten; bis zu drei Besatzungsmitglieder (Pilot, Beobachter/Bordschütze, Navigator/Bombenschütze) fanden in der Maschine Platz.
Angetrieben wurde die DH.27 durch einen wassergekühlten Rolls-Royce Condor III-Motor, dessen Kühler am Bug der Maschine angebracht war und der auf eine Vierblattluftschraube wirkte.
Die erste der beiden Maschinen startete am 13. Oktober 1922 zu ihrem Erstflug. Das Luftfahrtministerium entschied sich jedoch für das Konkurrenzflugzeug Avro Aldershot; diese Maschine war leichter als die DH.27 und konnte die Bombenlast intern mitzuführen.
Die beiden Prototypen wurden bis zur endgültigen Außerdienststellung etwa 1924 auf der RAF-Basis in Martlesham Heath und der Marinebasis auf der Isle of Grain geflogen.

## Technische Daten
| Kenngröße             | Daten                                                                       |
| --------------------- | --------------------------------------------------------------------------- |
| Länge                 | 14,43 m                                                                     |
| Höhe                  | 5,13 m                                                                      |
| Spannweite            | 19,66 m                                                                     |
| Tragflügelfläche      | 104,10 m²                                                                   |
| Antrieb               | ein Rolls-Royce Condor III-Motor V 12 mit 485 kW (650 PS)                   |
| Höchstgeschwindigkeit | 169 km/h                                                                    |
| Reichweite            | ca. 890 km                                                                  |
| Leermasse             | 3056 kg                                                                     |
| max. Startmasse       | 5237 kg                                                                     |
| Besatzung             | 3 Mann (ein Pilot, ein Beobachter/Bordschütze, ein Navigator/Bombenschütze) |
| Bewaffnung;           | 1 Lewis-MG im Drehkranz, 4 × 250 kg Bomben als Außenlast                    |